# Большая (Биряковское сельское поселение)
Большая — деревня в Сокольском районе Вологодской области.
Входит в состав Биряковского сельского поселения, с точки зрения административно-территориального деления — в Биряковский сельсовет. Расположена к югу от автодороги А123.
Расстояние по автодороге до районного центра Сокола — 118 км, до центра муниципального образования Бирякова — 18 км. Ближайшие населённые пункты — Борщовка, Никольская, Вакориха.
По переписи 2002 года население — 14 человек.